# Station Bremen-Walle
Station Bremen-Walle (Bahnhof Bremen-Walle, ook wel HB-Walle) is een spoorwegstation in de Duitse plaats Bremen, in de deelstaat Bremen. Het station ligt aan de spoorlijn Wunstorf - Bremerhaven. Op het station stoppen alleen Regio-S-Bahntreinen van Bremen en Nedersaksen op het station. Het station telt twee perronsporen aan één eilandperron. Tevens wordt het station Theaterbahnhof genoemd.

## Treinverbindingen
De volgende treinserie doet station Bremen-Walle aan:
| Serie | Treinsoort                  | Route                                                                               | Bijzonderheden                            |
| ----- | --------------------------- | ----------------------------------------------------------------------------------- | ----------------------------------------- |
| RS1   | Regio-S-Bahn (NordWestBahn) | Bremen-Farge – Bremen-Vegesack – Bremen-Walle – Bremen Hbf – Achim – Verden (Aller) | Extra spitsritten tussen Vegesack en Hbf. |